# Jeffrey Schlupp
Jeffrey "Jeff" Schlupp, född 23 december 1992 i Hamburg, är en tysk-ghanansk fotbollsspelare som spelar för Crystal Palace och Ghanas fotbollslandslag.

## Meriter

### Klubblag
Leicester City
- Football League Championship: 2013/2014
- Premier League: 2015/2016